# Жмакино
Жма́кино (рос. Жмакино) — присілок у складі Сєверного району Оренбурзької області, Росія.

## Населення
Населення — 86 осіб (2010; 105 у 2002).
Національний склад (станом на 2002 рік):
- росіяни — 85 %